# Toomas Leius
Toomas Leius (* 28. August 1941 in Tallinn, Estland; † 7. Februar 2025) war ein sowjetischer Tennisspieler. Nach seiner aktiven Karriere war er als Tennistrainer tätig.

## Leben
Leius, der mit dem Tennissport im Alter von zehn Jahren begann, war in seiner Kindheit ein begeisterter Sportler, der neben Tennis auch Tischtennis, Basketball, Volleyball und Fußball und Leichtathletik betrieb. Nachdem er schnell erste Erfolge auch gegen ältere Gegner verbuchen konnte, startete er 1957 mit 15 Jahren bei den estnischen Tennismeisterschaften der Herren. Durch taktisch kluges Spiel konnte er die körperlichen Defizite ausgleichen und erreichte überraschend das Halbfinale. Bei den Sowjetischen Meisterschaften gewann er die Bronzemedaille. Im folgenden Jahr konnte er sowohl den estnischen als auch den sowjetischen Meistertitel erringen. Seinen ersten internationalen Einsatz hatte Leius 1959 in Wimbledon. Während er in der Herrenkonkurrenz bereits in der zweiten Runde scheiterte, erreichte er im inoffiziellen Juniorenwettbewerb das Finale, wo er sich mit 6:3 7:5 gegen Roger Taylor durchsetzen konnte.
Im Laufe seiner Karriere erreichte er in Wimbledon zweimal die Runde der letzten 32 – 1960 verlor er gegen den späteren Sieger Neale Fraser 4:6, 1:6, 8:6 und 3:6. 1962 startete er bei den US Open, wo er in der zweiten Runde ausschied. Seinen größten Erfolg feierte er bei den French Open 1965, als er das Viertelfinale erreichte, das er jedoch auf Druck der sowjetischen Regierung kampflos gegen den Südafrikaner Cliff Drysdale verlor. Bei den Australian Open verlor er 1969 in der dritten Runden gegen Ray Ruffels und erreichte mit John Brown das Viertelfinale der Doppelkonkurrenz. Im gleichen Jahr gelang ihm und seinem Partner Alexander Metreweli auch in Paris der Einzug in der Viertelfinale, das sie jedoch gegen die späteren Finalisten Roy Emerson und Rod Laver mit 1:6, 2:6 und 2:6 verloren. 1971 und 1972 erreichte er nochmals in der Doppelkonkurrenz die Runde der letzten 32. Außerdem feierte er 1971 bei den  French Open seinen größten Erfolg, als er gemeinsam mit der Britin Winnie Shaw das Mixedfinale erreichte, wo sie sich der französischen Paarung Françoise Dürr und Jean-Claude Barclay in zwei Sätzen geschlagen geben mussten. 
Der erfolgreichste estnische Tennisspieler, der von Evald Kree trainiert wurde, gewann 23 estnische (neun Mal Einzel, 14 Mal Doppel) und zehn (vier Mal Einzel, sechs Mal Doppel) sowjetische Meistertitel.
Nach Ende seiner Karriere wurde Leius Mitte der 70er Jahre wegen Totschlags an seiner Ehefrau zu acht Jahren Gefängnis verurteilt. Er hatte seine Frau am 13. Mai 1974 mit einem anderen Mann in deren Bett angetroffen und seine Frau stranguliert. Aufgrund guter Führung wurde er nach fünf Jahren aus der Haft entlassen, verließ Estland und arbeitete als Trainer unter anderem in Usbekistan, Georgien, Finnland und Deutschland. Leius, der 1970 seine Lehrerausbildung für Sport und Musik am Tallinner Pädagogischen Institut abschloss, kehrte 1997 nach Estland zurück und war dort unter anderem zeitweise als Kapitän der estnischen Fed-Cup-Mannschaft tätig.

## Finalteilnahmen bei Grand-Slam-Turnieren

### Mixed

#### Finalteilnahmen
| Nr. | Datum        | Turnier     | Belag | Doppelpartnerin | Finalgegner                        | Ergebnis |
| --- | ------------ | ----------- | ----- | --------------- | ---------------------------------- | -------- |
| 1.  | 6. Juni 1971 | French Open | Rasen | Winnie Shaw     | Françoise Dürr Jean-Claude Barclay | 2:6, 4:6 |

## Auszeichnungen
- Estlands Sportler des Jahres 1961, 1963 und 1965